# Siobhán McCarthy
Siobhán Mary Ann McCarthy (Dublino, 6 novembre 1957) è un'attrice e cantante irlandese, nota per il suo lavoro nel teatro musicale del West End londinese e per aver interpretato Roisin Connor nella serie televisiva inglese Bad Girld.

## Biografia
McCarthy ha lavorato anche in altre serie televisive, tra le quali Holby City, Lovejoy e The Big Battalions. 
È stata la prima interprete del ruolo dell'amante di Perón nella produzione originale inglese del 1978 del musical Evita, con Elaine Paige nel ruolo di Eva, per sostituire poi la Paige nel ruolo della protagonista. Ha raggiunto la celebrità interpretando Donna Sheridan nella produzione originale londinese del musical Mamma Mia!, per il quale è stata nominata al Laurence Olivier Award. Nel 2002 debutta a Broadway con Medea, accanto a Fiona Shaw.
Altri ruoli ricoperti dalla McCarthy sono quelli di Mrs Johnstone in Blood Brothers, Svetlana nella prima produzione londinese di Chess, Fantine in Les Misérables, Maria Maddalena in Jesus Christ Superstar e Mrs. Lovett in Sweeney Todd.
Nel 2010 ha interpretato la perfida Velma Von Tussle nella produzione londinese del musical Hairspray e Joanne nella produzione della Southwark Playhouse del musical di Stephen Sondheim Company.
È sposata con il sound designer Andrew Bruce e vive a Londra con il marito e due figli, Kieran e Juliet.